# Diadelia brunneofasciata
Diadelia brunneofasciata là một loài bọ cánh cứng trong họ Cerambycidae.